# Nevus de Becker
El nevus de Becker (també conegut com a melanosi de Becker, melanosi neviforme i nevus epidèrmic pilós pigmentat i nevus spilus tardus) és un trastorn de la pell que afecta predominantment en els homes.:687 El nevus generalment apareix inicialment com una pigmentació irregular (melanosi o hiperpigmentació) al tronc o al braç superior (encara que altres àrees del cos es poden afectar), i augmenta de forma irregular i gradual, on hi creix pèl espès (hipertricosi). El nevus és forma per un creixement excessiu de l'epidermis, de les cèl·lules de pigment (melanòcits), i dels fol·licles pilosos. Aquesta forma de nevus va ser documentada per primera vegada en 1948 pel dermatòleg nord-americà Samuel William Becker (1894-1964).